# Marek Łapiński (funkcjonariusz)
Marek Łapiński (ur. 10 marca 1963 w Zamościu) – polski funkcjonariusz cywilnych i wojskowych służb specjalnych oraz Straży Granicznej i Generalnego Inspektoratu Celnego, a także urzędnik państwowy. W latach 2015–2018 Komendant Główny Straży Granicznej. W latach 2018–2020 sekretarz stanu w Ministerstwie Obrony Narodowej. W latach 2020–2023 szef Służby Wywiadu Wojskowego.

## Życiorys
Ukończył studia na Wydziale Prawa i Administracji Uniwersytetu Marii Curie-Skłodowskiej w Lublinie. Ukończył także Europejskie Studium Problematyki Przestępczości na Uniwersytecie Łódzkim oraz aplikację kontrolera Najwyższej Izby Kontroli.
W 1989 odbył służbę wojskową w ramach Szkoły Podchorążych Rezerwy. Służbę w sektorze bezpieczeństwa narodowego rozpoczął w 1991 w Urzędzie Ochrony Państwa. Od 1993 (z przerwami) był funkcjonariuszem Straży Granicznej. W latach 2002–2015 z przerwami pracował w Najwyższej Izbie Kontroli. W latach 1998–2001 pełnił funkcję zastępcy Generalnego Inspektora Celnego. W latach 2006–2007 był dyrektorem Departamentu Kontroli, Skarg i Wniosków w Ministerstwie Spraw Wewnętrznych i Administracji. Pełnił funkcję dyrektora jednego z zarządów Komendy Głównej Straży Granicznej. Był także przewodniczącym Resortowej Komisji Orzekającej w Sprawach o Naruszenie Dyscypliny Finansów Publicznych przy Ministrze Spraw Wewnętrznych i Administracji.
Od 2010 do kwietnia 2015 przebywał w dyspozycji Komendanta Głównego SG. 4 kwietnia 2015 przeszedł na emeryturę w stopniu kapitana SG.
Przywrócony do czynnej służby, 31 grudnia 2015 został powołany na stanowisko Komendanta Głównego Straży Granicznej. 21 kwietnia 2017 został awansowany przez prezydenta RP Andrzeja Dudę do stopnia generała brygady SG.
22 stycznia 2018 został powołany na stanowisko podsekretarza stanu w Ministerstwie Obrony Narodowej. W listopadzie tego samego roku objął stanowisko sekretarza stanu w MON.
W grudniu 2019 Komisja ds. Służb Specjalnych Sejmu RP pozytywnie zaopiniowała wniosek Ministra Obrony Narodowej o powołanie Marka Łapińskiego na stanowisko szefa Służby Wywiadu Wojskowego. Został powołany na to stanowisko w styczniu 2020 jako generał brygady rezerwy Straży Granicznej.
13 sierpnia 2020 został powołany przez prezydenta RP Andrzeja Dudę na wniosek Ministra Obrony Narodowej Mariusza Błaszczaka na stopień generała brygady SWW.
W grudniu 2023 odwołany ze stanowiska szefa Służby Wywiadu Wojskowego.

## Odznaczenia
- Brązowy Krzyż Zasługi (1995)[11]
- Brązowy Medal „Za zasługi dla obronności kraju”
- Złota Odznaka „Zasłużony dla Ochrony Przeciwpożarowej” (2017)[12]
- Złoty Medal za Zasługi dla Policji (2023)[13]
- Odznaka Straży Granicznej